# Regering-Harmel
De regering-Harmel (28 juli 1965 - 19 maart 1966) was een Belgische regering. De regering bestond uit de CVP/PSC (76 zetels) en de BSP/PSB (65 zetels).
Ze volgde de regering-Lefèvre op na de verkiezingen van 23 mei 1965 en werd opgevolgd door de regering-Vanden Boeynants I nadat de regering was gevallen door een geschil over de ziekteverzekering.

## Vorming
Na de verkiezingen van 23 mei 1965 wilde Pierre Harmel met een nieuwe regering ook de instellingen hervormen. Hiervoor kwamen de drie belangrijkste partijen, de CVP/PSC, de BSP/PSB en de PVV/PLP, al sinds januari 1964 samen om de zaak te bespraken. Harmel beschikte echter niet over een voldoende meerderheid om de conclusies van deze "ronde tafel" over te nemen. De conclusies over de culturele autonomie van de regio's en over de economische decentralisatie werden namelijk enkel door de christendemocraten en de socialisten goedgekeurd. De liberalen weigerden daarom deel uit te maken van de regering
Aanvankelijk wilden de socialisten geen deel uitmaken van een nieuwe regering vanwege hun verkiezingsnederlaag en ook vanwege hun strijd tegen Pierre Harmel in de periode van de Tweede Schoolstrijd. Desondanks stemden alle socialistische en christendemocratische parlementsleden voor de regeringsverklaring van de nieuwe regering.

## Moeilijkheden

### Nieuwe overheidsstructuur
Premier Pierre Harmel legde een beperkte en onuitgegeven structuur voor aan André Molitor, die op dat moment aan het hoofd stond van het kabinet van koning Boudewijn. Deze nieuwe structuur bestond uit een hiërarchische structuur door de omvang van de overheid te verminderen. Het nieuwe kabinet zou vijf tot acht ministers bijeenbrengen die zich met specifieke sectoren zouden bezighouden. Maar Molitor verwierp het idee van een kleinere overheid en de regering-Harmel zou uiteindelijk 20 ministers en 7 ministers-staatssecretarissen tellen.

### Eerste vrouwelijke minister
De regering-Harmel telde voor de eerste keer een vrouwelijke minister. Marguerite De Riemaecker-Legot (CVP/PSC) werd minister van Gezin en Huisvesting.

## Samenstelling
De regering bestond uit 20 ministers en 7 ministers-staatssecretarissen. De CVP/PSC had 12 ministers en 3 ministers-staatssecretarissen en de BSP/PSB had 8 ministers en 4 ministers-staatssecretarissen. 
| Ambtsbekleder                 | Ambtsbekleder | Ambtsbekleder                              | Functie en bevoegdheden                                                                             | Partij                      |
| Kernkabinet                   | Kernkabinet   | Kernkabinet                                | Kernkabinet                                                                                         | Kernkabinet                 |
| ----------------------------- | ------------- | ------------------------------------------ | --------------------------------------------------------------------------------------------------- | --------------------------- |
|                               |               | Pierre Harmel (1911-2009)                  | Premier belast met de Coördinatie van het Wetenschapsbeleid                                         | PSC-CVP                     |
|                               |               | Antoon Spinoy (1906-1967)                  | Vicepremier belast met de Coördinatie van het Economisch Beleid                                     | BSP-PSB                     |
|                               |               | Paul-Willem Segers (1900-1983)             | Minister-Ondervoorzitter van de Raad belast met de Coördinatie van het Sociaal Beleid               | CVP-PSC                     |
|                               |               | Edmond Leburton (1915-1997)                | Minister-Ondervoorzitter van de Raad belast met de Coördinatie van het Infrastructuurbeleid         | PSB-BSP                     |
| Ministers                     |               |                                            | |                             |
|                               |               | Paul-Henri Spaak (1899-1972)               | Buitenlandse Zaken, belast met de Coördinatie van het Buitenlands Beleid                            | PSB-BSP                     |
|                               |               | Gaston Eyskens (1905-1988)                 | Financiën                                                                                           | CVP-PSC                     |
|                               |               | Pierre Wigny (1905-1986)                   | Justitie                                                                                            | PSC-CVP                     |
|                               |               | Charles Héger (1902-1984)                  | Landbouw                                                                                            | PSC-CVP                     |
|                               |               | Ludovic Moyersoen (1904-1992)              | Landsverdediging                                                                                    | CVP-PSC                     |
|                               |               | Edward Anseele jr. (1902-1981)             | Posterijen, Telegrafie en Telefonie                                                                 | BSP-PSB                     |
|                               |               | Léon Servais (1907-1975)                   | Tewerkstelling en Arbeid                                                                            | PSC-CVP                     |
|                               |               | Yves Urbain (1914-1971)                    | Verkeerswezen                                                                                       | PSC-CVP                     |
|                               |               | Alfred Bertrand (1913-1986)                | Volksgezondheid                                                                                     | CVP-PSC                     |
|                               |               | Fernand Dehousse (1906-1976)               | Nationale Opvoeding                                                                                 | PSB-BSP                     |
|                               |               | Alfons Vranckx (1907-1979)                 | Binnenlandse Zaken                                                                                  | BSP-PSB                     |
|                               |               | Marc-Antoine Pierson (1908-1988)           | Economische Zaken                                                                                   | PSB-BSP                     |
|                               |               | Jos De Saeger (1911-1998)                  | Openbare Werken                                                                                     | CVP-PSC                     |
|                               |               | Marguerite De Riemaecker-Legot (1913-1977) | Gezin en Huisvesting                                                                                | CVP-PSC                     |
|                               |               | Adhémar d'Alcantara (1920-2012)            | Middenstand                                                                                         | CVP-PSC                     |
|                               |               | Hervé Brouhon (1924-1993)                  | Sociale Voorzorg                                                                                    | PSB-BSP                     |
| Ministers-staatssecretarissen |               |                                            | |                             |
|                               |               | Hendrik Fayat (1908-1997)                  | Europese Zaken, adjunct bij de minister van Buitenlandse Zaken                                      | BSP-PSB                     |
|                               |               | Albert De Clerck (1914-1974)               | Nederlandse Cultuur                                                                                 | CVP-PSC                     |
|                               |               | Ernest Adam (1899-1985)                    | Ontwikkelingssamenwerking en Buitenlandse Handel, toegevoegd aan de minister van Buitenlandse Zaken | PSC-CVP                     |
|                               |               | Paul de Stexhe (1913-1999)                 | Franse Cultuur                                                                                      | PSC-CVP                     |
|                               |               | André Van Cauwenberghe (1914-1994)         | Openbaar Ambt, adjunct bij de Eerste Minister                                                       | PSB-BSP                     |
|                               |               | Elie Van Bogaert (1919-1993)               | Nationale Opvoeding                                                                                 | BSP-PSB                     |
|                               |               | Alfred Scokaert (1921-2001)                | Adjunct bij de minister van Financiën                                                               | extraparlementair (PSB-BSP) |

## Val van de regering

### Oorzaken

#### Financiële problemen
Op 28 juli 1965 werd de eerste ministerraad gehouden. Pierre Harmel besefte dat zijn kabinet in grote financiële problemen verkeerde. De minister van Financiën Gaston Eyskens (CVP/PSC) legde uit dat de overheidsuitgaven beperkt moesten worden. De Waalse socialisten daarentegen waren huiverig om de overheidsuitgaven te beteugelen, met name voor de gezondheidszorg en de sociale sector. Het ABVV deelde deze mening. Maar op 9 november 1965 legde Harmel uit dat er nieuwe belastingen nodig zouden zijn om de begroting in evenwicht te brengen.

#### Sluiting van de Limburgse mijnen

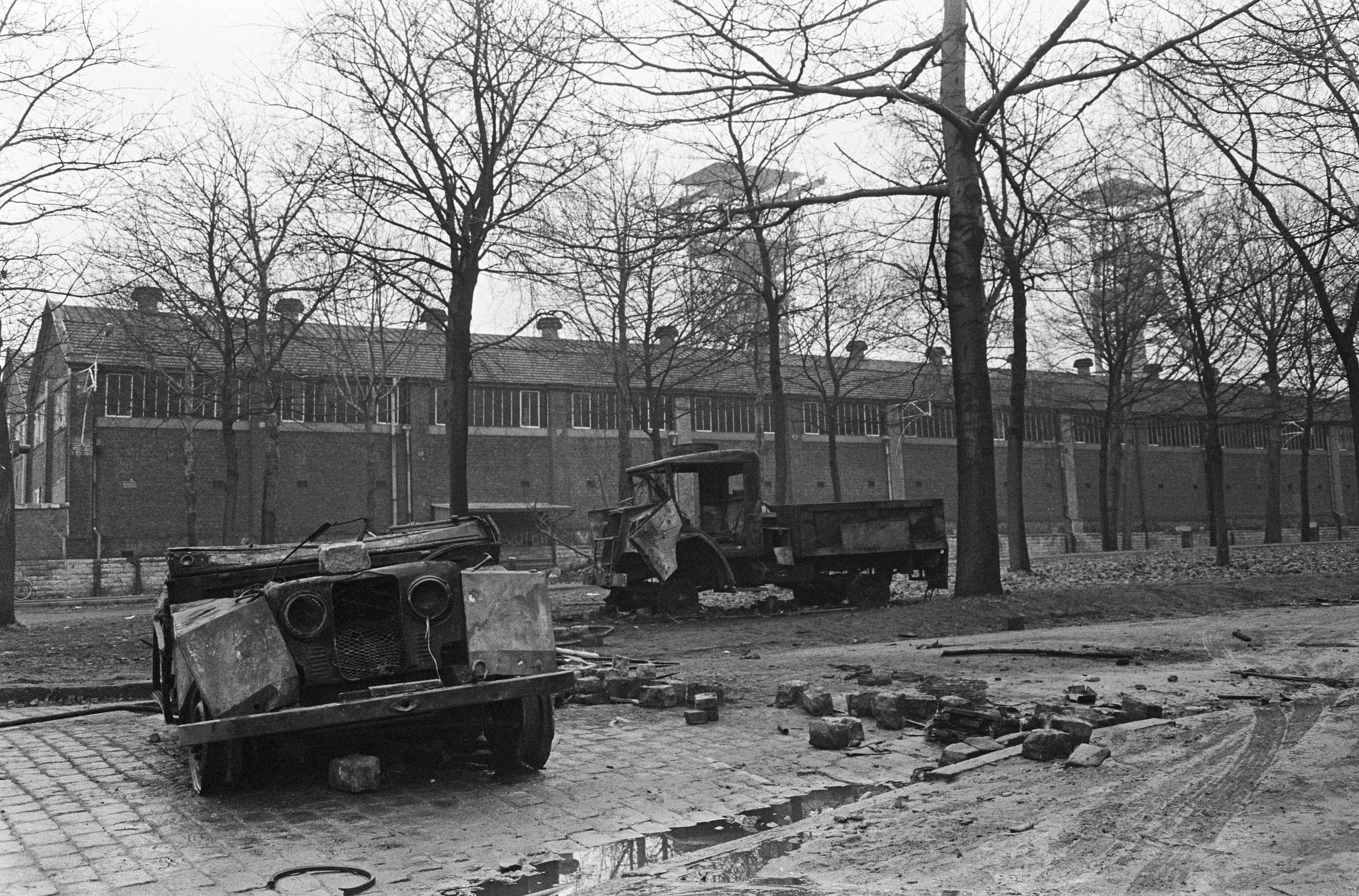
Twee verbrande auto's van de gendarmerie voor de mijn van Zwartberg

De door de EGKS opgelegde sluiting van de mijnen had vooral gevolgen voor de Waalse mijnen. Maar het programma ter consolidering van de overheidsfinanciën had ook gevolgen voor de Limburgse mijnen, wat leidde tot een staking van de mijnwerkers van Zwartberg. Op 27 januari 1966 begon een staking die leidde tot de dood van twee demonstranten na een politieoptreden. Deze verstoringen verzwakten de regering.

#### Conflict over de eigen bijdrage
Artsen en ziekenfondsen waren beide gekant tegen de maatregelen om de subsidies van de sociale zekerheid te matigen. De artsen wilden dat voor elke medische dienst die werd verleend in een ziekenhuis of instelling die tegen een vast tarief werkte, 30 frank remgeld aan de patiënten werd opgelegd. Door middel van dit beleid probeerden de artsen mensen bewust te maken van de kosten van de gezondheidszorg en het belang van het niet verspillen van geld. Zij wilden de waarde van hun beroep verhogen door meer geld te verdienen volgens hun diensten. Maar zeven socialistische poliklinieken weigeren, deze door artsen voorgestelde nomenclatuur, toe te passen. Het conflict kon niet opgelost worden door een akkoord tussen de christendemocraten en de socialisten.

### Poging om ontslag te nemen
De christendemocraten en socalisten konden maar geen akkoord sluiten rond het remgeld. Hierdoor bood premier Pierre Harmel zijn ontslag aan koning Boudewijn.
Maar de koning weigerde eerst het ontslag en schreef hem een brief waarin hij de premier aanspoorde om niet op te geven door zo'n nutteloze kwestie. In zijn brief gaf de koning ook een les in parlementaire democratie aan Harmel en alle andere ministers. De koning schreef: Ik kan het aftreden van deze regering niet aanvaarden... Ik nodig u uit... een nieuwe poging te doen om een oplossing voor het probleem te vinden en deze oplossing onverwijld ter goedkeuring aan de Kamers voor te leggen.

### Ontbinding
Na veel moeite slaagde Harmel er dan toch in om een akkoord te bereiken rond het remgeld. Maar er was geen akkoord om de situatie van de zeven socialistische poliklinieken te bevriezen, zodat zij het pakket konden blijven toepassen. Daarom boden de socialistische ministers op 10 februari 1966 hun ontslag aan. Harmel legde vervolgens het definitieve ontslag van zijn regering voor aan de Koning. Dit was het einde van Harmels kortstondige kabinet, waarvan Paul-Henri Spaak later zou zeggen dat hij nooit had begrepen waarom het was gevallen omdat een regering niet kan struikelen voor 30 frank.

### Kritiek
Na het ontslag van de regering begon de kritiek eromheen te stijgen. Veel van de kritiek kwam van partijgenoten van Harmel. Met name van Paul Vanden Boeynants: Ik was een groot voorstander van de kandidatuur van Harmel... Ik bewonderde hem. Omdat ik nooit met hem in de regering heb gezeten, was ik me niet bewust van zijn zwakke wil, zijn viscerale angst om mensen te schofferen en te kwetsen. Het was een vergissing. De man is te welgemanierd en te hoffelijk om premier te zijn. In sommige gevallen moet een regeringsleider onbeschoft en wreed zijn en niet langer een discussie accepteren. Hij moet tegen zijn ministers kunnen zeggen: "Ik heb uw palaver gehoord, nu is hier mijn beslissing. Wie het er niet mee eens is, moet ontslag nemen". De drie belangrijkste voorwaarden om een goede premier te zijn waren volgens Vanden Boeynants: Eén, hij moet weten hoe hij moet zweren. Twee, hij moet zijn vuist op tafel kunnen leggen. Drie, hij mag geen universiteitsprofessor zijn.
Wilfried Martens was een van de mensen die de val van de overheid van binnenuit had meegemaakt: Harmel bracht eerst alle kabinetsleden op zaterdagochtend bij elkaar, maar besloot daarna terug te keren naar de vijfdaagse week om het weekend te besteden aan bezinning en lezen. De structuur van de overheid...was vrij theoretisch. Geldig in theorie, maar niet in de praktijk. Bovendien was Harmel geen manager. Hij was een regeringsleider vol idealen en enthousiasme, maar dat is niet genoeg. Persoonlijk vond ik hem erg aardig. Het moet ook gezegd worden dat hij de onmogelijke taak had om de CVP-BSP samenwerking in stand te houden.
Jean-Pierre Grafé schreef over de eerste minister: De nauwgezetheid en intellectuele eerlijkheid van minister Harmel betekende dat hij soms terughoudend was om snel te bemiddelen over complexe politieke kwesties uit angst voor het begaan van een fout of onrechtvaardigheid. De redenen voor zijn aarzelingen werden door sommige van zijn collega-ministers niet altijd begrepen.